# Formica elevata
Formica elevata é uma espécie de formiga do gênero Formica, pertencente à subfamília Formicinae.